# Wolfgang Kretzschmar
Pour les articles homonymes, voir Kretzschmar.
Wolfgang Kretzschmar (2 juillet 1907 à Allenstein - 27 décembre 1944 à Frauenburg/Goldingen) est un oberst allemand qui a servi au sein de la Heer dans la Wehrmacht pendant la Seconde Guerre mondiale.
Il a été récipiendaire de la croix de chevalier de la croix de fer avec feuilles de chêne et glaives. La croix de chevalier de la croix de fer et ses grades supérieurs : les feuilles de chêne et glaives sont attribués pour récompenser un acte d'une extrême bravoure sur le champ de bataille ou un commandement militaire avec succès.

## Décorations
- Croix de fer (1939)
  - 2e classe (12 octobre 1939)
  - 1re classe (23 juin 1940)
- Insigne des blessés (1939)
  - en Argent[1]
- Insigne de combat d'infanterie en Argent[1]
- Insigne du combat rapproché en Argent[1]
- Anerkennungsurkunde des Oberbefehlshabers des Heeres (17 mars 1943)[1]
- Croix de chevalier de la croix de fer avec feuilles de chêne et glaives
  - Croix de chevalier le 15 mai 1943 en tant que Major et commandant du Grenadier-Bataillon 540 z.b.V[2].
  - 600e feuilles de chêne le 30 septembre 1944 en tant que Oberstleutnant et commandant du Jäger-Regiment 24 (L)[3]
  - 121e glaives le 12 janvier 1945 (à titre posthume) en tant que Oberst et commandant du Jäger-Regiment 24 (L)[4]